# Winsor McCay
Zenas Winsor McCay (Spring Lake, Michigan, 26 de setembro de 1869 – Brooklyn, Nova Iorque, 26 de julho de 1934) foi um cartunista e animador norte-americano.

## Carreira
Artista prolífico, McCay foi pioneiro na técnica de desenhos animados, criando um padrão que seria seguido por Walt Disney e outros em décadas seguintes. Suas duas criações mais conhecidas foram as pranchas dominicais Little Nemo in Slumberland, publicada de 1905 a 1914 e de 1924 a 1927, e a animação Gertie the Dinosaur, criada em 1914.
Seu trabalho nas tiras de jornais influenciou gerações de artistas, incluindo nomes como Moebius, Chris Ware, William Joyce e Maurice Sendak.

## Desenhos animados
Em 1911 McCay lança sua primeira animação, Little Nemo, porém é em 1914 que lança sua obra prima, Gertie the Dinosaur, considerado um dos marcos da história da animação.
Gertie fez tanto sucesso e provou ser tão popular que gerou várias falsificações, mas também impressionou dezenas de jovens artistas, que se decidiram pela animação e deram continuidade ao seu desenvolvimento, como Walter Lantz (criador do Pica-Pau), Dave Fleischer (criador de Koko, o palhaço e inventor da rotoscopia) e Dick Huemer (um dos mestres que forjou a fama dos Estúdios Disney).

## Obras publicadas

### Tiras
- Tales of the Jungle Imps by Felix Fiddle (1903)
- Little Sammy Sneeze (1904 a 1906)
- Dream of the Rarebit Fiend (1904 a 1913)
- The Story of Hungry Henrietta (1905)
- A Pilgrim's Progress (1905 a 1910)
- Little Nemo in Slumberland (1905 a 1914)
- Poor Jake (1909 a 1911)

### Livros e coleções

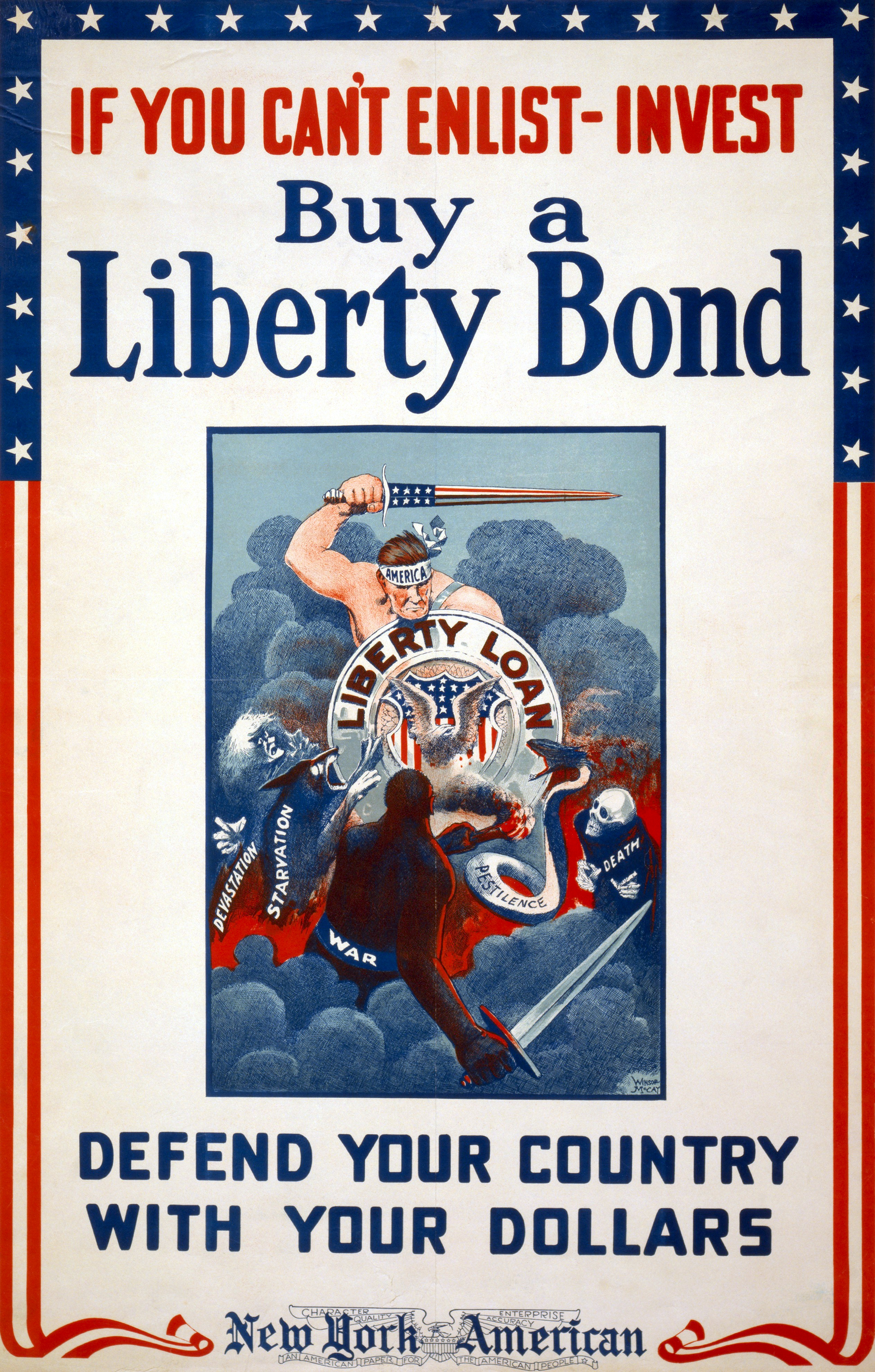
Pôster de McCay produzido durante a Primeira Guerra Mundial, urgindo os americanos a comprar Liberty Bonds.

- Dreams of a Rarebit Fiend (Dover) ISBN 0-486-21347-1
- Little Nemo in the Palace of Ice and Further Adventures (Dover,) ISBN 0-486-23234-4
- The Complete Little Nemo in Slumberland, Vol. I: 1905-1907 (Fantagraphics) ISBN 0-930193-63-6
- The Complete Little Nemo in Slumberland, Vol. II: 1907-1908 Fantagraphics) ISBN 0-930193-64-4
- The Complete Little Nemo in Slumberland, Vol. III: 1908-1910 (Fantagraphics) ISBN 1-56097-025-1
- The Complete Little Nemo in Slumberland, Vol. IV: 1910-1911 (Fantagraphics) ISBN 1-56097-045-6
- The Complete Little Nemo in Slumberland, Vol. V: In the Land of Wonderful Dreams, Part 1: 1911-12 (Fantagraphics) ISBN 0-924359-35-8
- The Complete Little Nemo in Slumberland, Vol. VI: In the Land of Wonderful Dreams, Part 2: 1913-14 (Fantagraphics) ISBN 1-56097-130-4
- Little Nemo 1905-1914 (Taschen) ISBN 3-8228-6300-9
- The Best of Little Nemo in Slumberland (Stewart, Tabori, & Chang) ISBN 1-55670-647-2
- Little Nemo in Slumberland: So Many Splendid Sundays (Sunday Press) ISBN 0-9768885-0-5
- Little Nemo in Slumberland: Many More Splendid Sundays (Sunday Press) ISBN 0-9768885-5-6
- Winsor McCay: Early Works, Vol. 1 (Checker) ISBN 0-9741664-0-5 (“Tales of the Rarebit Fiend” e “Little Sammy Sneeze”)
- Winsor McCay: Early Works, Vol. 2 (Checker) ISBN 0-9741664-7-2 (“Tales of the Rarebit Fiend”, “Little Sammy Sneeze”, “Centaurs”, “Hungry Henrietta” e ilustrações de editoriais)
- Winsor McCay: Early Works, Vol. 3 (Checker) ISBN 0-9741664-9-9 (“Tales of the Rarebit Fiend”, “Little Sammy Sneeze,” “A Pilgrim’s Progress”, publicadas em 1907, e ilustrações de editoriais)
- Winsor McCay: Early Works, Vol. 4 Checker, ISBN 0-9753808-1-8 ("Dream of the Rarebit Fiend" e "A Pilgrim’s Progress" do princípio de 1908, vários "Little Sammy Sneezes", e ilustrações para editoriais)
- Winsor McCay: Early Works, Vol. 5 Checker, ISBN 0-9753808-2-6 ("Dream of the Rarebit Fiend" e "A Pilgrim’s Progress" do final de 1908, todos os "Phoolish Phillip" e "Hungry Henrietta" e ilustrações para editoriais)
- Winsor McCay: Early Works, Vol. 6 Checker, ISBN 1-933160-05-5 (“Mr Goodenough”, "Dream of the Rarebit Fiend" e "A Pilgrim’s Progress" do final de 1908 e ilustrações para editoriais)
- Winsor McCay: Early Works, Vol. 7 (Checker) ISBN 1-933160-05-5 (ilustrações para editoriais e coleção de tiras)
- Winsor McCay: Early Works, Vol. 8 (Checker) ISBN 1-933160-06-3
- Winsor McCay: Early Works, Vol. 9 (Checker) ISBN 978-1-933160-07-8
- Daydreams and Nightmares (Fantagraphics) ISBN 1-56097-569-5
- Little Sammy Sneeze (Sunday Press) ISBN 0-97688-854-8

## Filmografia

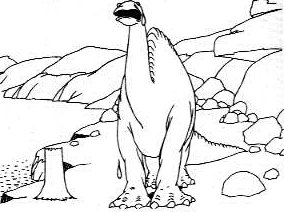
Gertie the Dinosaur.

- Little Nemo (1911), também conhecido como Winsor McCay, the Famous Cartoonist of the N.Y. Herald and His Moving Comics
- How a Mosquito Operates (1912), também conhecido como The Story Of A Mosquito
- Gertie the Dinosaur (1914)
- The Sinking of the Lusitania (1918)
- Dreams of the Rarebit Fiend: Bug Vaudeville (1921)
- Dreams of the Rarebit Fiend: The Pet (1921)
- Dreams of the Rarebit Fiend: The Flying House (1921)
- The Centaurs (1921)
- Gertie on Tour (1921)
- Flip's Circus (1921)
- The Barnyard Performance (1922-27?), também conhecido como Performing Animals and The Midsummer's Nightmare